# Pak Szunghjok
Pak Szunghjok (hangul: 박승혁,  Phenjan, 1990. május 30. –, handzsa: Pak Sung-hyok) észak-koreai válogatott labdarúgó.

## Pályafutása

### Klubcsapatban
A Szobekszu csapatában játszik 2009 óta. 

### A válogatottban
2009-ben 3 alkalommal játszott az észak-koreai válogatottban. Részt vett a 2010-es világbajnokságon, de nem lépett pályára egyetlen mérkőzésen sem.